# エジプトへの逃避 (ムリーリョ)
『エジプトへの逃避』（エジプトへのとうひ、西: Huida a Egipto、英: The Flight into Egypt）は、17世紀スペイン・バロック期の巨匠バルトロメ・エステバン・ムリーリョが1647–1650年にキャンバス上に油彩で制作した絵画である。最初にロンドンのウィリアム・チャップマン (William Chapman) 卿のコレクションに記載され、その後、様々なイギリスの所有者を経て1945年にロンドンのクリスティーズの競売で売却された。その際、モーリス・ハリスに購入された作品はニューヨークに移され、1940年代末に寄贈されて以来、デトロイト美術館に所蔵されている。

## 作品
本作は、14世紀以来のキリスト教美術において人気のある主題である聖家族のエジプトへの逃避を表している。『新約聖書』中の「マタイによる福音書」(2章13-14) にによれば、イエス・キリストの養父聖ヨセフは、天使からお告げを受けた。それは、ヘロデ大王が「ユダヤ人の王」となる新生児の脅威から自身を守るためにすべての初子 (ういご) を殺そうとしているというものであった。ヨセフは、家族とともにローマ帝国領となっていたエジプトへ逃げよという天使の指示に従った。
本作の聖家族は「海の道」と知られる海岸沿いの道を通ってエジプトへ逃げている途中である。聖ヨセフと聖母マリアを等身大のリアルな姿に表わし、この場面を人間的で緊迫感あるものとしている。彼らは普通の親のように見える。マリアは腕の中で眠る幼子イエスを注意深く見つめる一方、ヨセフは自身の家族を守ろうとする自然な願望を示す心配そうな表情をしている。このような親しみやすい様式により、ムリーリョは17世紀後半のセビーリャを代表する画家となったのである。
研究者ディエゴ・アングーロ (Diego Angulo) の『Catálogo crítico (批評目録)』には、ほかにも少なくとも2点の同主題作が記されている。それらはブダペスト国立西洋美術館にある1660年ごろの作品と、ジェノヴァのパラッツォ・ビアンコにある本作よりやや大きな1645-1650年制作の作品である。ブダペストのヴァージョンは場面に飛翔する2人の天使を加え、ヨセフ、マリア、幼子イエスはデトロイトにある本作とは逆方向に移動している。ジェノヴァのヴァージョンはセビーリャのラ・メルセ・カルサーダ教会 (La Merced Calzada) のために描かれたようで、ナポレオン戦争中の1810年にニコラ＝ジャン・ド・デュ・スールト将軍に掠奪されるまではその教会にあった。